# كلية اصطناعية
تعتبر الكلية الاصطناعية في أغلب الأحيان مرادفًا للديال الدموي، وقد تشير بصورة أعم إلى علاجات إحلال الكُلى (فيما عدا زرع الكلى) المستخدمة أو الخاضعة للتطوير. تتناول هذه المقالة الهندسة الحيوية للـكلى/الكلى الاصطناعية الحيوية التي تنمو من الخطوط الخلوية الكلوية/النسيج الكلوي.

## الفشل الكلوي
الكليتان عضوان حيويان مقترنان يقعان خلف التجويف البطني على مستوى الجزء السفلي من القفص الصدري. وتقومان بالعديد من الوظائف الفسيولوجية بيد أنهما قد تتعرضان للتلف بسهولة. ينجم الفشل الكلوي عن التراكم البطيء للفضلات النتروجينية والأملاح والمياه واختلال توازن الأس الهيدروجيني الطبيعي في الجسم. وكان الفشل الكلوي يعنى الموت لمصابيه حتى وقت الحرب العالمية الثانية. إلا أنه قد تم التوصل إلى العديد من الرؤى بشأن وظائف الكلى والفشل الكلوي الحاد خلال الحرب، ومن بين تلك الرؤي الأوصاف التي قدمها بايووترز وبايل لاعتلال الكلية الصباغي والتي استنتجاها من خلال التجارب السريرية التي أجروها أثناء حروب لندن الخاطفة (بليتس).

## الكلية الاصطناعية

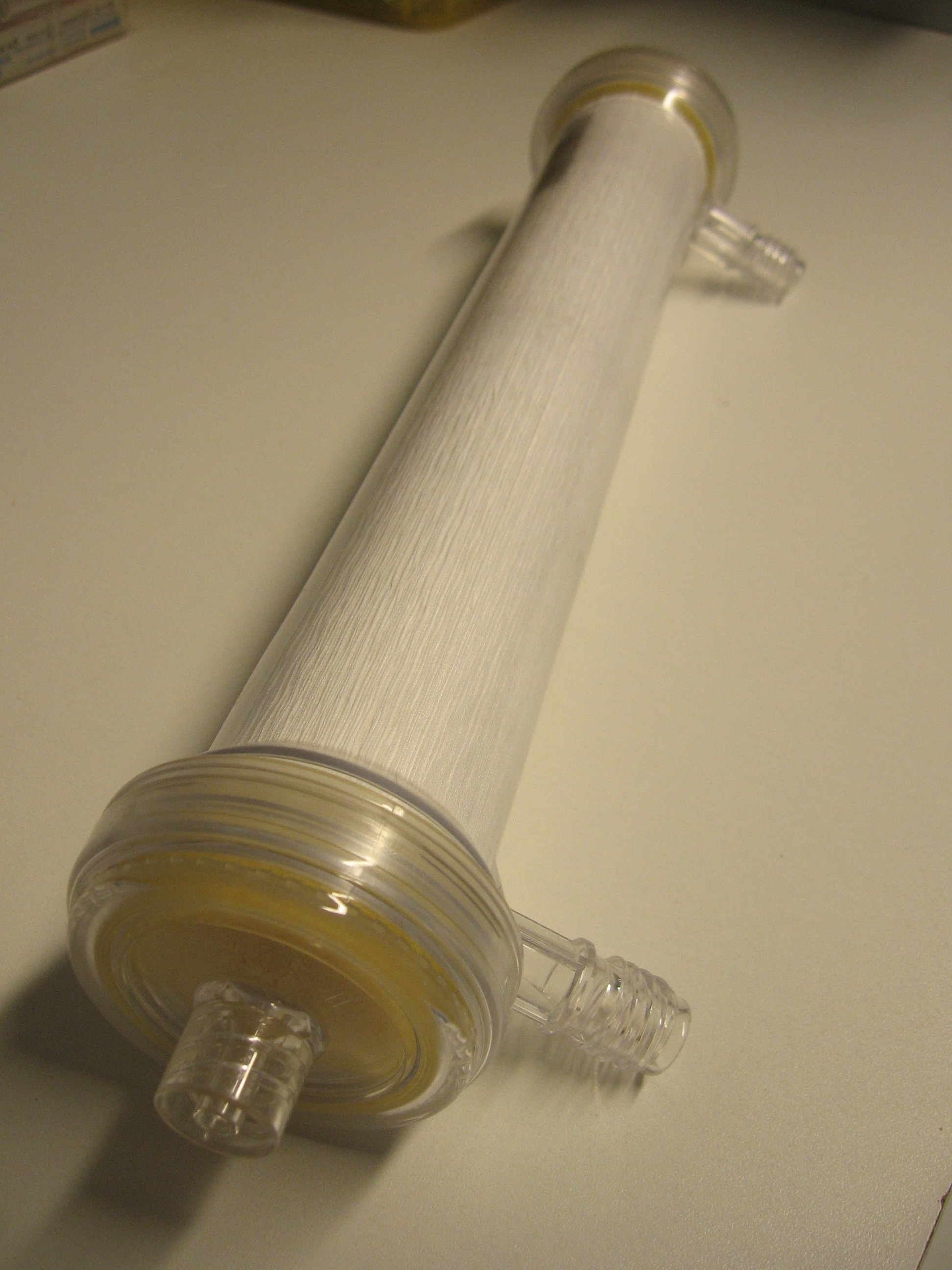
مديال مستخدم في الديال الدموي

يشير الديال الدموي إلى طريقة تخليص الدم من الفضلات مثل الكرياتينين والبولينا بالإضافة إلى المياه الزائدة في الجسم وذلك في حالة الفشل الكلوي. ويُعرف ذلك الجهاز الذي يستخدم لتنقية دم المريض باسم المديال، كما يُشار إليه بالكلية الاصطناعية. ويتكون المديال الحديث عادةً من حاوية صلبة أسطوانية الشكل تحيط بقالب من الألياف المجوفة، أو قد تكون مشكلة من البوليمر أو البوليمر المشترك، والذي عادة ما يكون بتركيبة خاصة. وتتراوح المساحة المُجمعة للألياف المجوفة من متر مربع إلى مترين مربعين تقريبًا. وأجرت العديد من المجموعات أبحاثًا مكثفة من أجل تحسين تدفق الدم والديالة (المادة التي تعبر الغشاء أثناء عملية الديال) في المديال، وذلك لنقل الفضلات من الدم إلى الديالة بشكل فعال.

## الحاجة إلى كلية اصطناعية حيوية
يعتمد أكثر من 300000 أمريكي على الديال الدموي كطريقة للعلاج من الفشل الكلوي، ووفقًا للبيانات الواردة من نظام بيانات أمراض الكلى بالولايات المتحدة في عام 2005، فإن هناك مايقرب من 452000 أمريكي يعانون من داء كلوي في المرحلة النهائية. وقد أفادت دراسات قامت بها مجموعات من العلماء في لندن وأونتاريو وتورونتو أن زيادة مدة العلاج بالديال أو الغسيل الكلوي إلى ضعفين أو ثلاثة أضعاف مدة الديال أو الغسيل الكلوي التقليدي الذي يتم ثلاث مرات أسبوعيًا، وتكراره لعدد أكبر من المرات، قد يرتبط بتحسن النتائج السريرية إلا أن تطبيق نظام الغسيل الكلوي الذي يستغرق الليل كاملًا لمدة ست مرات أسبوعيًا سوف يقضي على الموارد الموجودة في معظم البلدان. وقد شجع ذلك، فضلاً عن نُدرة المتبرعين بالأعضاء في عمليات زرع الكلى، العلماء على البحث لتطوير علاجات بديلة منها تطوير جهاز يمكن ارتداؤه أو زرعه.

## الكلى الخاضعة للهندسة الحيوية
لا يوجد حاليًا أي كلى خضعت للهندسة الحيوية. وعلى الرغم من الأبحاث الكثيرة التي تُجرى إلا أنه لازالت هناك العديد من العوائق التي تحول دون إنتاج الكلى الخاضعة للهندسة الحيوية.
بيد أن صناعة غشاء يُشبه غشاء الكلية الطبيعية ويحاكي قدرته على تنقية الدم وتخليصه من السموم مع إعادة امتصاص المياه والأملاح تتيح إمكانية إنتاج كلية اصطناعية يمكن ارتداؤها أو زرعها. وتظل صناعة هذا الغشاء باستعمال نظم كهروميكانيكية دقيقة خطوة مُقيَّدة في عملية إنتاج الكلية الاصطناعية الحيوية التي يمكن زرعها.
وقد ركزت مختبرات النظم الكهروميكانيكية الحيوية الدقيقة والمختبرات التي تستخدم تقنية النانو للكلى في معهد أبحاث ليرنر التابع لكليفلاند كلينك على تقديم تقنية للأغشية لتطوير علاج قابل للزراعة في الجسم أو يمكن ارتداؤه في حالات الإصابة بالداء الكلوي في المرحلة النهائية. وذلك لأن خرطوشات الغسيل الكلوي الموجودة حاليًا كبيرة جدًا وتتطلب ضغطًا فسيولوجيًا خارقًا للدورة الدموية، كما أن المسام الموجودة في أغشية البوليمر الحالية تتسم باتساع مسافات التوزيع وبمعالم غير منتظمة. إلا أن صنع غشاء مسامي نانوني من السيليكون يتسم بتوزيع المسام على مسافات ضيقة يُحسن قدرة الغشاء على التمييز بين الجزيئات المُنقاة وتلك المحتبسة. كما أنه يزيد من النفاذية الهيدروليكية (المائية) وذلك بالسماح للمسام دقيقة الحجم بالاقتراب من القطع المطلوب بالغشاء. وتتيح عملية التصنيع على دفعات التحكم التام في توزيع أحجام المسام وهندستها.
وفي الدراسات الأخيرة تم أخذ خلايا كلى بشرية من أعضاء تم التبرع بها ولكن لم تصلح للزراعة، وتم تنميتها في تلك الأغشية. وغطت الخلايا المزروعة الأغشية ويبدو أنها تحتفظ بخصائص خلايا الكلية الناضجة. ويدل النمو المتمايز
لخلايا الكلى الظاهرية باستخدام النظم الكهروميكانيكية الدقيقة على إمكانية التوصل إلى تصنيع جهاز مصغر مناسب للزرع.

## وصلات خارجية
- Tissue engineering and kidneys - umich.edu.
- BioMEMS & Nanotechnology -lerner.ccf.org/bme/mems/